# Serie A
Campionatul Serie A, prescurtat colocvial Serie A și denumit oficial Serie A Enilive din ediția 2024-2025 (din motive de sponsorizare), condus de Lega Nazionale Professionisti Serie A, este cea mai importantă competiție fotbalistică din Italia. Câștigătorii primesc trofeul Coppa Campioni d'Italia și scudetto, decor pe care îl poartă pe tricou în sezonul de după câștigarea campionatului.
Plasat sub egida FIGC, prima ediție a turneului datează din 1898; formula actuală (grupă unică) a luat naștere în 1929. Cea mai de succes echipă de fotbal este Juventus Torino, câștigătoare a campionatului de 36 de ori; Inter Milano este singura echipă care a participat în sistem cu o singură divizie (din 1929), evoluând în ea în fiecare sezon.
Poziția Seriei A în clasamentul UEFA determină numărul de echipe italiene calificate la cupele europene. La finalul sezonului 2023-2024, campionatul Italiei ocupă locul doi în clasamentul UEFA, în spatele Premier League Engleză, și înaintea Primera División Spaniolă și Bundesliga Germană. in 2021 și se poziționează pe locul trei in clasamentul campionatului mondial întocmit anual de IFFHS

## Clasamentul UEFA
Coeficientul UEFA în 2025
- 1  Premier League
- 2  Serie A
- 3  La Liga
- 4  Bundesliga
- 5  Ligue 1

## Numărul de participanți
- 1929-1934: 18 echipe
- 1934-1943: 16 echipe
- 1946-1947: 20 de echipe
- 1947-1948: 21 de echipe
- 1948-1952: 20 echipe
- 1952-1967: 18 echipe
- 1967-1988: 16 echipe
- 1988-2004: 18 echipe
- 2004-prezent: 20 de echipe

## Istorie
Seria A, așa cum este structurată astăzi, a început în timpul sezonul 1929–30. Din 1898 până în 1922, competiția a fost organizată pe grupe regionale. Din cauza echipelor tot mai mari care participă la campionatele regionale, Federația Italiană de Fotbal (FIGC) a divizat CCI (Confederația Italiană de Fotbal) în 1921, care a fondat la Milano Lega Nord (Liga de Fotbal de Nord), strămoșul actuala Lega Serie A. Când echipele CCI s-au alăturat, FIGC a creat două divizii interregionale redenumind categoriile în divizii și împărțind secțiunile FIGC în două ligi nord-sud. În 1926, din cauza crizelor interne și a presiunilor fasciste, FIGC a schimbat setările interne, adăugând echipe sudice la divizia națională, ducând în cele din urmă la reglementarea finală din 1929–30.

## Cluburile participante în sezonul 2023-2024
| Nr. de echipe | Regiune               | Echipe                             |
| ------------- | --------------------- | ---------------------------------- |
| 4             | Lombardia             | Atalanta, Inter, AC Milan și Monza |
| 3             | Lazio                 | Frosinone, Lazio și Roma           |
| 2             | Campania              | Napoli și Salernitana              |
| 2             | Emilia-Romagna        | Bologna și Sassuolo                |
| 2             | Piemont               | Juventus și Torino                 |
| 2             | Toscana               | Empoli și Fiorentina               |
| 1             | Apulia                | Lecce                              |
| 1             | Friuli-Venezia Giulia | Udinese                            |
| 1             | Liguria               | Genoa                              |
| 1             | Sardinia              | Cagliari                           |
| 1             | Veneto                | Verona                             |

## Istoria fotbalului italian prima ligă

### Titluri de campioană
Mai jos sunt cluburile care au câștigat titlul de campioană a Italiei în ordine cronologică.   
| - 1897/98 : Genoa - 1898/99 : Genoa - 1899/00 : Genoa - 1900/01 : AC Milan - 1901/02 : Genoa - 1902/03 : Genoa - 1903/04 : Genoa - 1904/05 : Juventus - 1905/06 : AC Milan - 1906/07 : AC Milan - 1907/08 : Pro Vercelli - 1908/09 : Pro Vercelli - 1909/10 : Inter - 1910/11 : Pro Vercelli - 1911/12 : Pro Vercelli - 1912/13 : Pro Vercelli - 1913/14 : Casale - 1914/15 : Genoa - 1915-19 : Suspendat Primul război mondial - 1919/20 : Inter - 1920/21 : Pro Vercelli - 1921/22 : Novese - 1921/22 : Pro Vercelli - 1922/23 : Genoa - 1923/24 : Genoa - 1924/25 : Bologna - 1925/26 : Juventus | - 1926/27 : Torino - titlu anulat - 1927/28 : Torino - 1928/29 : Bologna - 1929/30 : Inter - 1930/31 : Juventus - 1931/32 : Juventus - 1932/33 : Juventus - 1933/34 : Juventus - 1934/35 : Juventus - 1935/36 : Bologna - 1936/37 : Bologna - 1937/38 : Inter - 1938/39 : Bologna - 1939/40 : Inter - 1940/41 : Bologna - 1941/42 : AS Roma - 1942/43 : Torino - 1943-45 : Suspendat Al doilea război mondial - 1945/46 : Torino - 1946/47 : Torino - 1947/48 : Torino - 1948/49 : Torino - 1949/50 : Juventus - 1950/51 : AC Milan - 1951/52 : Juventus - 1952/53 : Inter - 1953/54 : Inter | - 1954/55 : AC Milan - 1955/56 : Fiorentina - 1956/57 : AC Milan - 1957/58 : Juventus - 1958/59 : AC Milan - 1959/60 : Juventus - 1960/61 : Juventus - 1961/62 : AC Milan - 1962/63 : Inter - 1963/64 : Bologna - 1964/65 : Inter - 1965/66 : Inter - 1966/67 : Juventus - 1967/68 : AC Milan - 1968/69 : Fiorentina - 1969/70 : Cagliari - 1970/71 : Inter - 1971/72 : Juventus - 1972/73 : Juventus - 1973/74 : Lazio - 1974/75 : Juventus - 1975/76 : Torino - 1976/77 : Juventus - 1977/78 : Juventus - 1978/79 : AC Milan - 1979/80 : Inter - 1980/81 : Juventus - 1981/82 : Juventus | - 1982/83 : AS Roma - 1983/84 : Juventus - 1984/85 : Verona - 1985/86 : Juventus - 1986/87 : Napoli - 1987/88 : AC Milan - 1988/89 : Inter - 1989/90 : Napoli - 1990/91 : Sampdoria - 1991/92 : AC Milan - 1992/93 : AC Milan - 1993/94 : AC Milan - 1994/95 : Juventus - 1995/96 : AC Milan - 1996/97 : Juventus - 1997/98 : Juventus - 1998/99 : AC Milan - 1999/00 : Lazio - 2000/01 : AS Roma - 2001/02 : Juventus - 2002/03 : Juventus - 2003/04 : AC Milan - 2004/05 : Juventus - titlu anulat - 2005/06 : Inter - 2006/07 : Inter - 2007/08 : Inter - 2008/09 : Inter - 2009/10 : Inter | - 2010/11 : AC Milan - 2011/12 : Juventus - 2012/13 : Juventus - 2013/14 : Juventus - 2014/15 : Juventus - 2015/16 : Juventus - 2016/17 : Juventus - 2017/18 : Juventus - 2018/19 : Juventus - 2019/20 : Juventus - 2020/21 : Inter - 2021/22 : AC Milan - 2022/23 : Napoli - 2023/24 : Inter - 2024/25 : Napoli |

## Palmares
| Rang | Club Sportiv | Campioană | Sezoane |
| ---- | ------------ | --------- | --- |
| 1    | Juventus     | 36        | 1905, 1926, 1931, 1932, 1933, 1934, 1935, 1950, 1952, 1958, 1960, 1961, 1967, 1972, 1973, 1975, 1977, 1978, 1981, 1982, 1984, 1986, 1995, 1997, 1998, 2002, 2003, 2012, 2013, 2014, 2015, 2016, 2017, 2018, 2019, 2020 |
| 2    | Inter        | 20        | 1910, 1920, 1930, 1938, 1940, 1953, 1954, 1963, 1965, 1966, 1971, 1980, 1989, 2006, 2007, 2008, 2009, 2010, 2021, 2024                                                                                                 |
| 3    | AC Milan     | 19        | 1901, 1906, 1907, 1951, 1955, 1957, 1959, 1962, 1968, 1979, 1988, 1992, 1993, 1994, 1996, 1999, 2004, 2011, 2022 |
| 4    | Genoa        | 9         | 1898, 1899, 1900, 1902, 1903, 1904, 1915, 1923, 1924 |
| 5    | Pro Vercelli | 7         | 1908, 1909, 1911, 1912, 1913, 1921, 1922 |
| 5    | Bologna      | 7         | 1925, 1929, 1936, 1937, 1939, 1941, 1964 |
| 5    | Torino       | 7         | 1928, 1943, 1946, 1947, 1948, 1949, 1976 |
| 8    | Napoli       | 4         | 1987, 1990, 2023, 2025 |
| 9    | AS Roma      | 3         | 1942, 1983, 2001 |
| 10   | Fiorentina   | 2         | 1956, 1969 |
| 10   | Lazio        | 2         | 1974, 2000 |
| 12   | Casale       | 1         | 1914 |
| 12   | Novese       | 1         | 1922 |
| 12   | Cagliari     | 1         | 1970 |
| 12   | Verona       | 1         | 1985 |
| 12   | Sampdoria    | 1         | 1991 |

### Titluri pe orașe
| Titluri | Orașe             | Regiune        | Cluburi                  |
| ------- | ----------------- | -------------- | ------------------------ |
| 43      | Torino            | Piemont        | Juventus (36), FC (7)    |
| 39      | Milano            | Lombardia      | Inter (20), AC (19)      |
| 10      | Genova            | Liguria        | Genoa (9), Sampdoria (1) |
| 7       | Vercelli          | Piemont        | FC Pro 1892              |
| 7       | Bologna           | Emilia-Romagna | FC 1909 (7)              |
| 5       | Roma              | Lazio          | AS (3), Lazio (2)        |
| 3       | Napoli            | Campania       | SSC (3)                  |
| 2       | Florența          | Toscana        | ACF                      |
| 1       | Casale Monferrato | Piemont        | AS Calcio                |
| 1       | Novi Ligure       | Piemont        | USD Novese               |
| 1       | Cagliari          | Sardinia       | Calcio                   |
| 1       | Verona            | Veneto         | Hellas FC                |

## Top 13
- Clasament cu echipele care au câștigat cele mai multe trofee pe plan intern.

| Top 13 | Club Sportiv | Campionat | Cupa | Supercupa | Total |
| ------ | ------------ | --------- | ---- | --------- | ----- |
| 1      | Juventus     | 36        | 15   | 9         | 60    |
| 2      | Inter Milano | 20        | 9    | 7         | 36    |
| 3      | Milan        | 19        | 5    | 7         | 31    |
| 4      | Roma         | 3         | 9    | 2         | 14    |
| 5      | Lazio        | 2         | 7    | 5         | 14    |
| 6      | Torino       | 7         | 5    | 0         | 12    |
| 7      | Genoa        | 9         | 1    | 0         | 10    |
| 8      | Napoli       | 4         | 6    | 2         | 12    |
| 9      | Bologna      | 7         | 2    | 0         | 9     |
| 10     | Fiorentina   | 2         | 6    | 1         | 9     |
| 11     | Pro Vercelli | 7         | 0    | 0         | 7     |
| 12     | Sampdoria    | 1         | 4    | 1         | 6     |
| 13     | Parma        | 0         | 3    | 1         | 4     |

## Sezoane în prima ligă
|  | - 94 sezoane: Internazionale - 93 sezoane: Juventus Torino, Roma - 92 sezoane: Milan - 88 sezoane: Fiorentina - 83 sezoane: Lazio - 82 sezoane: Torino - 80 sezoane: Napoli - 79 sezoane: Bologna - 66 sezoane: Sampdoria - 65 sezoane: Atalanta - 58 sezoane: Genoa - 53 sezoane: Udinese - 45 sezoane: Cagliari - 35 sezoane: Hellas Verona - 30 sezoane: Vicenza , AS Bari - 29 sezoane: Palermo , Parma - 26 sezoane: Triestina - 23 sezoane: Brescia - 20 sezoane: Lecce | - 19 sezoane: SPAL - 18 sezoane: Livorno - 17 sezoane: Catania , Chievo , Empoli - 16 sezoane: Padova , Ascoli - 14 sezoane: Como , Venezia - 13 sezoane: US Alessandria 1912 , Modena , Perugia , Novara , Cesena - 12 sezoane: Pro Patria, Sassuolo - 11 sezoane: Foggia - 10 sezoane: Avellino - 9 sezoane: Reggina , Siena , Cremonese - 8 sezoane: Sampierdarenese , Lucchese , Piacenza , Pisa - 7 sezoane: Mantova , Varese , Catanzaro , Pescara - 6 sezoane: Pro Vercelli - 5 sezoane: Messina , Salernitana - 4 sezoane: Casale - 3 sezoane: Legnano , Lecco , Reggiana , Crotone , Spezia , Frosinone , Monza - 2 sezoane: Ternana , Ancona , Benevento - 1 sezoane: Pistoiese , Treviso , Carpi |

Note: Internazionale Milano este singura echipă care a evoluat doar în Serie A.

## Recorduri
| Jucător | Jucător            | Perioadă                       | Club(uri)                                                         | Meciuri |
| ------- | ------------------ | ------------------------------ | ----------------------------------------------------------------- | ------- |
| 1       | Gianluigi Buffon   | 1995–2018                      | Parma, Juventus                                                   | 657     |
| 2       | Paolo Maldini      | 1985–2009                      | Milan                                                             | 647     |
| 3       | Francesco Totti    | 1992–2017                      | Roma                                                              | 619     |
| 3       | Javier Zanetti     | 1995–2014                      | Internazionale                                                    | 615     |
| 5       | Gianluca Pagliuca  | 1987–2007                      | Sampdoria, Internazionale, Bologna, Ascoli                        | 592     |
| 6       | Dino Zoff          | 1961–1983                      | Udinese, Mantova, Napoli, Juventus                                | 570     |
| 7       | Samir Handanović   | 2004–2006; 2007–2023           | Lazio, Udinese, Internazionale                                    | 566     |
| 8       | Pietro Vierchowod  | 1980–2000                      | Como, Fiorentina, Roma, Sampdoria, Juventus, Milan, Piacenza      | 562     |
| 9       | Fabio Quagliarella | 1999–2000, 2001–2002,2005–2023 | Torino, Ascoli Calcio, Sampdoria, Udinese,Napoli, Juventus Torino | 556     |
| 10      | Roberto Mancini    | 1981–2001                      | Bologna, Sampdoria, Lazio                                         | 541     |

| Jucător | Jucător              | Perioadă                        | Club(uri)                                                                            | Goluri |
| ------- | -------------------- | ------------------------------- | ------------------------------------------------------------------------------------ | ------ |
| 1       | Silvio Piola         | 1929–1954                       | Pro Vercelli, Lazio, Juventus, Novara                                                | 274    |
| 2       | Francesco Totti      | 1992–2017                       | Roma                                                                                 | 250    |
| 3       | Gunnar Nordahl       | 1948–1958                       | Milan, Roma                                                                          | 225    |
| 4       | José Altafini        | 1958–1976                       | Milan, Napoli, Juventus                                                              | 216    |
| 4       | Giuseppe Meazza      | 1929–1947                       | Internazionale, Milan, Juventus                                                      | 216    |
| 6       | Antonio Di Natale    | 2002–2016                       | Empoli, Udinese                                                                      | 209    |
| 7       | Roberto Baggio       | 1986–2004                       | Fiorentina, Juventus, Milan, Bologna, Internazionale, Brescia                        | 205    |
| 8       | Ciro Immobile        | 2009–2010, 2012–2014, 2015–2024 | Juventus, Genoa, Torino , Lazio                                                      | 201    |
| 9       | Kurt Hamrin          | 1956–1971                       | Juventus, Padova, Fiorentina, Milan, Napoli                                          | 190    |
| 10      | Giuseppe Signori     | 1991–2004                       | Foggia, Lazio, Sampdoria, Bologna                                                    | 188    |
| 10      | Alessandro Del Piero | 1993–2012                       | Juventus Torino                                                                      | 188    |
| 10      | Alberto Gilardino    | 1999–2018                       | Piacenza, Verona, Parma, Milan, Fiorentina, Genoa, Bologna, Palermo, Empoli, Pescara | 188    |

## Palmares în competițiile europene și internaționale
| Club Sportiv | Liga Campionilor | Liga Campionilor | Cupa Campionilor | Cupa Campionilor | Europa League | Europa League | Cupa UEFA | Cupa UEFA | Cupa Orașelor Târguri | Cupa Orașelor Târguri | Cupa Cupelor | Cupa Cupelor | Supercupa Europei | Supercupa Europei | CM al Cluburilor | CM al Cluburilor | Cupa Intercontinentală | Cupa Intercontinentală | Cupa Intertoto | Cupa Intertoto |
| Club Sportiv | Campioni         | Pierdut          | Campioni         | Pierdut          | Campioni      | Pierdut       | Campioni  | Pierdut   | Campioni              | Pierdut               | Campioni     | Pierdut      | Campioni          | Pierdut           | Campioni         | Pierdut          | Campioni               | Pierdut                | Campioni       | Pierdut        |
| ------------ | ---------------- | ---------------- | ---------------- | ---------------- | ------------- | ------------- | --------- | --------- | --------------------- | --------------------- | ------------ | ------------ | ----------------- | ----------------- | ---------------- | ---------------- | ---------------------- | ---------------------- | -------------- | -------------- |
| AC Milan     | 3                | 3                | 4                | 1                | -             | -             | -         | -         | -                     | -                     | 2            | 1            | 5                 | 2                 | 1                | 0                | 3                      | 4                      | -              | -              |
| Inter        | 1                | 0                | 2                | 2                | 0             | 1             | 3         | 1         | -                     | -                     | -            | -            | 0                 | 1                 | 1                | 0                | 2                      | 0                      | -              | -              |
| Juventus     | 1                | 5                | 1                | 2                | -             | -             | 3         | 1         | 0                     | 2                     | 1            | 0            | 2                 | 0                 | -                | -                | 2                      | 1                      | 1              | 0              |
| Fiorentina   | -                | -                | 0                | 1                | -             | -             | 0         | 1         | -                     | -                     | 1            | 1            | -                 | -                 | -                | -                | -                      | -                      | -              | -              |
| AS Roma      | -                | -                | 0                | 1                | -             | -             | 0         | 1         | 1                     | 0                     | -            | -            | -                 | -                 | -                | -                | -                      | -                      | -              | -              |
| Sampdoria    | -                | -                | 0                | 1                | -             | -             | -         | -         | -                     | -                     | 1            | 1            | 0                 | 1                 | -                | -                | -                      | -                      | 1              | 0              |
| Parma        | -                | -                | -                | -                | -             | -             | 2         | 0         | -                     | -                     | 1            | 1            | 1                 | 0                 | -                | -                | -                      | -                      | -              | -              |
| Napoli       | -                | -                | -                | -                | -             | -             | 1         | 0         | -                     | -                     | -            | -            | -                 | -                 | -                | -                | -                      | -                      | 1              | 0              |
| Torino       | -                | -                | -                | -                | -             | -             | 0         | 1         | -                     | -                     | -            | -            | -                 | -                 | -                | -                | -                      | -                      | -              | -              |
| Lazio        | -                | -                | -                | -                | -             | -             | 0         | 1         | -                     | -                     | 1            | 0            | 1                 | 0                 | -                | -                | -                      | -                      | -              | -              |
| Bologna      | -                | -                | -                | -                | -             | -             | -         | -         | -                     | -                     | -            | -            | -                 | -                 | -                | -                | -                      | -                      | 1              | 1              |
| Perugia      | -                | -                | -                | -                | -             | -             | -         | -         | -                     | -                     | -            | -            | -                 | -                 | -                | -                | -                      | -                      | 1              | 0              |
| Udinese      | -                | -                | -                | -                | -             | -             | -         | -         | -                     | -                     | -            | -            | -                 | -                 | -                | -                | -                      | -                      | 1              | 0              |
| Brescia      | -                | -                | -                | -                | -             | -             | -         | -         | -                     | -                     | -            | -            | -                 | -                 | -                | -                | -                      | -                      | 0              | 1              |

### Clasament pe competiții

#### Liga Campionilor
| Liga Campionilor / Cupa Campionilor Europeni | Liga Campionilor / Cupa Campionilor Europeni | Liga Campionilor / Cupa Campionilor Europeni | Liga Campionilor / Cupa Campionilor Europeni | Liga Campionilor / Cupa Campionilor Europeni | Liga Campionilor / Cupa Campionilor Europeni |
| Locul                                        | Club Sportiv                                 | Campioni                                     | Anii                                         | Finaliști                                    | Anii                                         |
| -------------------------------------------- | -------------------------------------------- | -------------------------------------------- | -------------------------------------------- | -------------------------------------------- | -------------------------------------------- |
| 1                                            | AC Milan                                     | 7                                            | 1963, 1969, 1989, 1990, 1994, 2003, 2007     | 4                                            | 1958, 1993, 1995, 2005                       |
| 2                                            | Inter                                        | 3                                            | 1964, 1965, 2010                             | 2                                            | 1967, 1972                                   |
| 3                                            | Juventus                                     | 2                                            | 1985, 1996                                   | 7                                            | 1973, 1983, 1997, 1998, 2003, 2015, 2017     |
| 4                                            | Sampdoria                                    | -                                            |                                              | 1                                            | 1992                                         |
| 4                                            | AS Roma                                      | -                                            |                                              | 1                                            | 1984                                         |
| 4                                            | Fiorentina                                   | -                                            |                                              | 1                                            | 1957                                         |